# سوق الربوع (الحيمة الداخلية)

تعديل مصدري - تعديل

سوق الربوع هي إحدى قرى عزلة بني مهلهل بمديرية الحيمة الداخلية التابعة لمحافظة صنعاء، بلغ تعداد سكانها 15 نسمة حسب تعداد اليمن لعام 2004.